# Università Europea di Roma
Die Università Europea di Roma („Europäische Universität Rom“) ist eine private, staatlich anerkannte Universität mit Sitz in Rom.
Die 2004 gegründete Katholische Universität wird getragen durch die Ordensgemeinschaft der Legionäre Christi und gehört zum Verbund der Red de Universidades Anáhuac. Die Universität bietet hauptsächlich postgraduale Studienabschlüsse (Master) an.
Das Motto der Universität Vince in bono malum. ist abgeleitet aus Noli vinci a malo, sed vince in bono malum. (Zu Deutsch: Laß dich nicht vom Bösen überwinden (besiegen), sondern überwinde das Böse durch das Gute!) (Röm 12,21 ).

## Fakultäten
- Rechtswissenschaften
- Wirtschaftswissenschaften
- Geschichtswissenschaften
- Psychologie/ Klinische Psychologie

sowie
- Postgraduale Studiengänge (Master)
  - Gesundheitsmanagement
  - Management von Non-Profit-Organisationen
  - Verwaltungswissenschaften (öffentl.)
  - Personalmanagement
  - Innovationa und Change-Management
  - Familienwissenschaften
  - Genderwissenschaften (Frauen in Führungspositionen)
  - Architektur und sakrale Kunst und Liturgie
  - Psychologische und pädagogische Modelle für die Schule
  - Arbeitsrecht, Gewerkschaften und sozialen Sicherheit